# Procampylaspis meridiana
Procampylaspis meridiana är en kräftdjursart som beskrevs av Jones 1971. Procampylaspis meridiana ingår i släktet Procampylaspis och familjen Nannastacidae. Inga underarter finns listade i Catalogue of Life.